# Pisaster giganteus
Pisaster giganteus là tên của một loài sao biển sinh sống ở vùng biển phía tây Bắc Mỹ (từ phía nam California đến British Columbia). Nó sống đá gần những điểm thủy triều thấp. Thức ăn của nó là các loài động vật thân mềm. Khi trưởng thành, nó có thể có đường kính đến 61 cm. Màu sắc của nó là từ nâu đến đỏ hoặc tím. Người thường nhìn thấy nó sống ở trên đá, trên cát hoặc bám trên chân cầu. Bên cạnh đó, nhiều người nói rằng họ thấy nó ở độ sâu 88 mét.
Kích thước của chúng to, nhưng trứng lại nhỏ, tinh trùng thì có đầu hình cầu. Ấu trùng của chúng đối xứng hai bên, khi bắt đầu trưởng thành, nó đối xứng quanh một điểm, điểm đó là tâm của cơ thể nó. Tuyến sinh dục của nó sẽ bắt đầu hoạt động vào mùa đông để sinh sản vào khoảng thời gian từ tháng 3 đến tháng 4.

## Mô tả
Cơ thể của nó mập và cánh của nó lớn. Bề mặt bên trên thì có màu sạm hoặc nâu, đôi khi cũng có vài cá thể có màu hơi vàng hoặc hơi xám. Gai của nó dày, không nhọn, màu hơi xanh, đỉnh thì có màu trắng, hoặc hồng hay tím, có lớp lông tơ màu nâu bao phủ và có chân kìm nhỏ (một cấu trúc giống như càng cua). Các chân kìm này dùng để tự vệ.

## Ăn và bị ăn
Thức ăn của nó là các loài sinh vật biển như hà, các loài thuộc lớp Chân bụng, các loài thân mềm hai mảnh vỏ và sao sao. Trong tự nhiên, nó có ít kẻ thù. Khi còn là ấu trùng thì nó là thức ăn của các loài ốc biển, khi trưởng thành thì các loài chim và rái cá biển sẽ ăn chúng.